# Capilla Flamenca (hofkapel van het Habsburgs-Bourgondische huis)
De Capilla Flamenca of Vlaamse Kapel was de hofkapel van keizer Karel V en de Spaanse tak van het huis Habsburg. De kapel werd opgericht in 1515 en in 1637 samengevoegd met de Spaanse hofkapel. Ze was gevestigd in het Koninklijk Alcazar van Madrid.

## Doel
De kapel luisterde de dagelijkse liturgische vieringen aan het keizerlijke en Spaanse koninklijke hof op, zowel met eenstemmig gregoriaanse als met meerstemmige gezangen. Naast zangers was aan de Capilla Flamenca ook een organist verbonden. Onder Karel V beschikte de kapel bovendien over twaalf trompettisten en een paukenist, die bijvoorbeeld bij blijde intredes en banketten optraden. Bij gelegenheid zouden nog andere bespelers van instrumenten bij de kapel betrokken worden.

## Oprichting en organisatie
In 1515 werd de Capilla Flamenca door keizer Karel V opgericht. De statuten van het stichtingsjaar leggen de organisatie van de hofkapel vast, omschreven als de « chapelle, laquelle [nous] avons institutée et instituons en l'honneur et louange de Dieu, notre Créateur, et pour l'augmentation et exaltation de son sainct service ». De kapel, ingericht tot eer en glorie van God en ter opluistering van de kerkelijke dienst, had daartoe nood aan een vijftigtal personen van wie meer dan de helft beroepsmuzikanten, in de ledenlijsten van de kapel ondergebracht bij de Grande Chapelle. Die bestond uit acht tot tien koralen (enfants de la chapelle; koorknapen), een vijftiental zangers (chantres, ongeveer gelijkmatig verdeeld over bassen, tenoren en alten), een organist, een orgelstemmer en een orgelblazer.
Het ensemble werd vooral na 1540 nog een keer opmerkelijk uitgebreid. Ten behoeve van de opleiding van de koralen beschikte de kapel over een latijnmeester. De leiding van het ensemble lag in handen van de kapelmeester (maître de chapelle), van wie de functie de vergelijking doorstaat met die van het zangmeesterschap in de kathedralen en kapittelkerken. Tot de Petite Chapelle behoorden clerici, kapelaans en enkele beambten. Terwijl de leden van de Grande Chapelle feestelijke diensten opluisterden, waren de leden van de Petite Chapelle verantwoordelijk voor de stille missen.
De Leges et constitutiones capellae catholicae maiestatis, een reeks ordonnanties uit 1556, allicht opgesteld in opdracht van koning Filips II van Spanje, gaven uitgebreidere richtlijnen dan de ordonnantie van 1515 en hadden onder meer betrekking op de opstelling om de lessenaar heen, op de wijze van en de voorrang bij het zingen of op gedrag en etiquette. Deze richtlijnen waren veeleer ingrijpen: zo konden zangers de klok niet zonder toestemming van de kapelmeester luiden.

## Bezoldiging en uitstapregeling
Naast hun gewone bezoldiging, kwamen zangers ook voor één of meer beneficiën in aanmerking, zoals een kapelanij, vicariaat of kanunnikaat. De keizer had hiertoe benoemingsrecht in vele parochiale, collegiale, kathedrale kerken en andere kerkelijke instellingen in de Habsburgse Nederlanden. De verblijfsverplicht kon voor de zangers worden opgeheven en bovendien konden zij bij hun terugkeer in de Nederlanden rekenen op de inkomsten uit de prebenden.
De goed voorbereide en begeleide uitstapregeling voor opgroeiende knapen met stembreuk is vastgelegd in de ”Relacion de la forma de servir que se tenia en la casa del Imperador Don Carlos”, een taakverdeling van de hofhouding. De knapen kregen een toelage waardoor ze zich in de Nederlanden, bijvoorbeeld aan de universiteit van Leuven, drie jaar lang konden omscholen. Was hun stembreuk voltrokken en bleken zij als zanger nog bruikbaar, dan kregen zij voorrang om opnieuw in dienst te worden genomen.

## Leiding
De muzikale leiding van de kapel was toevertrouwd aan uitmuntende zangmeesters, die in heel Europa naar waarde werden geschat vanwege hun leidinggevende en pedagogische kwaliteiten bij muziekuitvoeringen en de opleiding van musici. Hun werken raakten over heel Europa verspreid in handschrift of in druk. Niet enkel de kapelmeesters maar ook zangers van de kapel ronselden zangers voor de kapel. Die opdracht werd soms uitbesteed. Na de troonsafstand van Karel V nam zijn zoon Filips II de kapel mét kapelmeester Payen over. Een deel van de musici trok echter in september 1556 met de geabdiceerde keizer mee naar Spanje. Daar zetten zij de traditie voort; incluis die van de bemanning van het koor met Nederlanders (Vlamingen).
| Vooraanstaande figuren, kapel- en zangmeesters[2][3] | Actief aan de kapel vanaf met de functie van | tot |
| --- | --- | --- |
| Marbriano de Orto Antoine de Bergues Adrian Thiebault dit Pickart Nicolaas Carlier Jacques Champion Nicolas Gombert (ca.1495–ca.1560) Thomas Crecquillon (1505–ca.1557) Cornelius Canis (ca.1506–1562) Nicolas Payen (1512–1559) Pierre de Manchicourt (ca.1510–1564) Jean de Bonmarché (ca.1520/25–1570) Gerardus van Turnhout (ca.1520–1580) George de la Hèle (1547–1586) Philippe Rogier (ca.1561–1596) Géry de Ghersem (ca.1574–1630) Mathieu Rosmarin (1575/76-1647) Carlos Patiño (1600–1675) | 1512, eerste kapelaan eerste kapelaan ca. 1516 ? ca. 1522 in 1526 zanger, 1529 maistre des enffans 1539, kapelmeester 1542 maître des enfants, 1547 kapelmeester 1551, kapelmeester 1559, kapelmeester 1565, kapelmeester 1572, kapelmeester 1582, kapelmeester 1586, kapelmeester 1598, assistent-kapelmeester 1598, kapelmeester 1634, kapelmeester | 1522 - ca. 1530 ca. 1524 ca. 1535 ca. 1538 ca. 1550 1555 1559 1564 1570 1580 1586 1596 1604 1633 1637 (fusering) |

## Verdwijning van de kapel
In 1633 nam Matteo Romero (of Matthieu Rosmarin) afscheid van de Capilla Flamenca als kapelmeester. Hij was de laatste kapelmeester uit de Nederlanden met een vooraanstaande positie aan het Spaanse hof en werd in zijn functie opgevolgd door Carlos Patiño. De Capilla Flamenca, die lang naast een Spaanse hofkapel was blijven voortbestaan, werd in 1637 met deze laatste gefuseerd.

## Capilla Flamenca vandaag
Capilla Flamenca is de naam van een hedendaags vocaal-instrumentaal ensemble.